# Giulio Cappellini
Giulio Cappellini äger den italienska designföretaget Cappellini baserat i Milano. 

## Biografi
Familjeföretaget Cappellini startades av Giulios far år 1946, och Giulio började i företaget 1979.

## Företaget
Företagets kollektioner är kända för att "ta upp nya trender och fjärran talanger" och inkluderar soffor, diskbänkar, hyllor och lampor.
Företaget hamnade i ekonomiska svårigheter 2004, och köptes upp av ett annat Italienskt möbel företag Poltrona Frau, ett företag som bland annat producerat inredningar till Maserati, Ferrari, Alfa Romeo, Lancia och Porschebilar. Efter Poltrona Fraus övertag är Giulios uppgifter i firman fortfarande att se till det kreativa och lägga upp produktstrategin. Han har sagt att han hellre jobbar med "long sellers" istället för "best sellers".  
Cappellinis produkter har alltid varit kända för att vara dyra, men efter 2004 har man presenterat nya produkter som ska passa i fler hem. 
Vid möbelmässan i Milano i april 2010 flyttade Cappellini ut i staden, till stadsdelen Zona Tortona och Salone del Mobile, istället för att ställa ut i mässhallarna. Lite som Copenhagen Furniture Festival, som kördes ute i stan i olika lokaler. 
I Zona Tortona  presenterades 2010 ett samarbete mellan Cappellini och Walt Disney. På denna mässa presenterade Cappellini även en stol av den svenska möbeldesignern Martin Vallin 